# Plectromerini
Plectromerini es una  tribu de coleópteros polífagos crisomeloideos de la familia Cerambycidae. Comprende un solo género Plectromerus con las siguientes especies:

## Especies seleccionadas
- Plectromerus bidentatus
- Plectromerus costatus	Cazier & Lacey 1952
- Plectromerus crenulatus	Cazier & Lacey 1952
- Plectromerus dentipes	(Olivier 1790)
- Plectromerus dezayasi	Nearns & Branham 2008
- Plectromerus distinctus	Cameron 1910
- Plectromerus dominicanus	(Micheli 1983)
- Plectromerus exis	Zayas 1975
- Plectromerus fasciatus	(Gahan 1895)